# Matei Kasiski

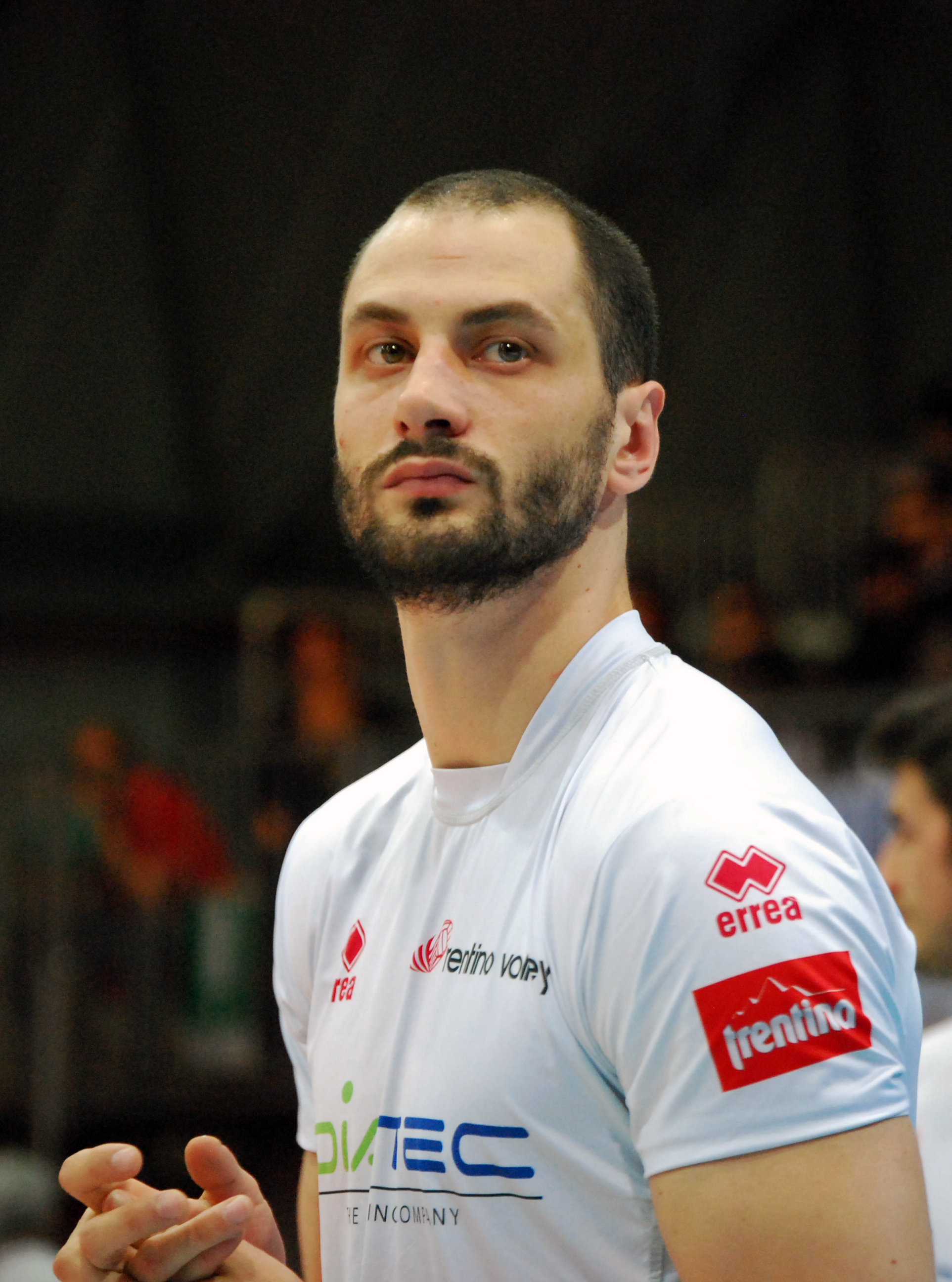

Matei Kasiski (bulgarisch Матей Казийски, englische Transkription: Matey Kaziyski; * 23. September 1984 in Sofia) ist ein bulgarischer Volleyballspieler.

## Karriere
Matei Kasiski begann seine Karriere bei Slawia Sofia. Später wechselte der Außenangreifer innerhalb der bulgarischen Hauptstadt zu Lukoil Burgas. Mit der bulgarischen Nationalmannschaft erreichte er bei den Olympischen Spielen 2008 den fünften Platz.